# راوندراک (آریزونا)
راوندراک (به انگلیسی: Round Rock) یک منطقهٔ مسکونی در ایالات متحده آمریکا است که در شهرستان آپاچی، آریزونا واقع شده‌است. راوندراک ۳۷٫۱۶ کیلومتر مربع مساحت و ۷۸۹ نفر جمعیت دارد و ۱٬۶۳۱ متر بالاتر از سطح دریا واقع شده‌است.